# USS Intrepid (CV-11)
USS Intrepid (CV-11) bio je američki nosač zrakoplova u sastavu Američke ratne mornarice i jedan od 24 nosača klase Essex izgrađenih tijekom Drugog svjetskog rata. Bio je četvrti brod u službi Američke ratne mornarice koji nosi ime Intrepid. Služio je od 1943. do 1974. godine. Sudjelovao je u borbama u Drugom svjetskom ratu, ratu u Vijetnamu i u svemirskim projektima Mercury i Gemini.
Povučen je iz službe 1974., a 1982. je postao muzejski brod u američkom gradu New York.

### Zajednički poslužitelj
|  | Zajednički poslužitelj ima stranicu o temi USS Intrepid (CV-11)    |
|  | Zajednički poslužitelj ima još gradiva o temi USS Intrepid (CV-11) |